# Tadeusz Szaliński

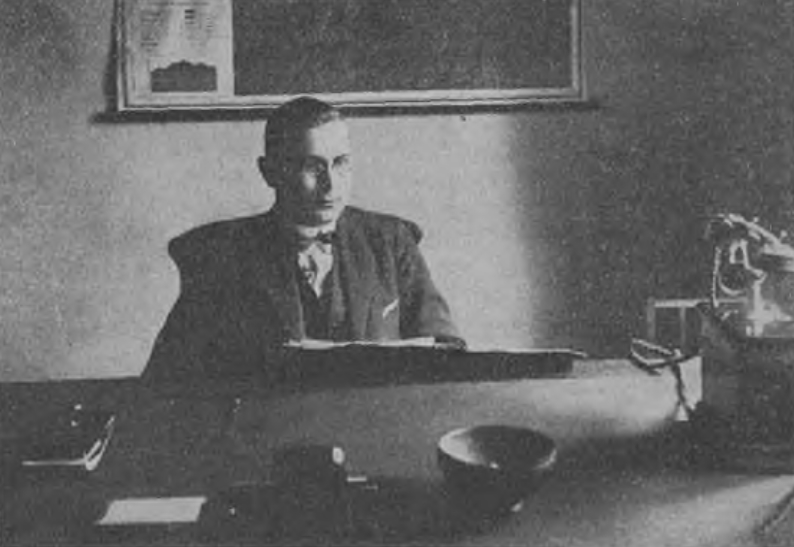
Tadeusz Szaliński przed 1928 r.

Tadeusz Szaliński (ur. 23 sierpnia 1898 w Anielewie, zm. 19 czerwca 1971 w Manchesterze) – polski prawnik i działacz niepodległościowy, członek Rady Związku Powiatów Rzeczypospolitej Polskiej w 1936 roku.

## Życiorys
Syn Brunona i Natalii ze Żdżarskich. Ukończył gimnazjum gnieźnieńskie w 1917. W czasie nauki w gimnazjum  przewodniczył organizacji filomackiej. W 1917 wcielony do wojska niemieckiego, walczył na froncie francuskim i rosyjskim. Uczestnik powstania wielkopolskiego, później śląskiego. Studiował prawo i ekonomię na Uniwersytecie Poznańskim. W 1926 roku objął stanowisko sędziego w Chorzowie. Od 1927 roku był starostą w Pszczynie, następnie w Świętochłowicach. W czasie II wojny światowej przebywał w Anglii gdzie brał czynny udział w życiu polskiej emigracji. Autor opracowań z dziedziny prawa oraz monografii powiatu świętochłowickiego Powiat Świętochłowicki (1931).

## Ordery i odznaczenia
- Krzyż Niepodległości (6 czerwca 1931)[2]
- Złoty Krzyż Zasługi (dwukrotnie: 18 marca 1932[3], 19 marca 1936[4])